# NRC Flüchtlingshilfe

Logo der Organisation

Die NRC Flüchtlingshilfe (norwegisch Flyktninghjelpen, englisch Norwegian Refugee Council, NRC) ist eine humanitäre Hilfsorganisation für Flüchtlinge. Sie ist das größte Hilfswerk Norwegens.

## Geschichte
Vor und nach dem Zweiten Weltkrieg entstanden in Norwegen – ähnlich der US-amerikanischen Organisation CARE – verschiedene Hilfsorganisationen. Diese schlossen sich im Mai 1946 zusammen, um Einsätze besser koordinieren und die knappen Mittel gezielter einsetzen zu können. Ein engagierter Fürsprecher eines Zusammenschlusses norwegischer Hilfsgruppen war Odd Nansen (1901–1973), dessen 1936 gegründete Nansenhilfe für Flüchtlinge und Staatenlose nun in der damals noch so genannten Norwegischen Europahilfe aufging. Auch die norwegische Abteilung von Save the Children (Redd Barna) wurde Teil der Europahilfe. Odd Nansen wurde ihr erster Leiter.
Die Norwegische Europahilfe wurde 1953 in Norwegischer Flüchtlingsrat (Det Norske Flyktningeråd) umbenannt und ist seit 2005 unter dem neuen Namen NRC Flüchtlingshilfe (Flyktninghjelpen, Norwegian Refugee Council) die größte humanitäre Hilfsorganisation des Landes. Sie ist weltweit tätig.
Im Jahr 2018 geriet die norwegische NGO ins Visier von NGO Monitor, nach deren Recherche die NRC Flüchtlingshilfe seit 2009 mit Hilfe lokaler Gruppierungen israelische Gerichte mit mehreren hundert Eingaben pro Jahr belastete, während diese Tätigkeit von der Europäischen Union (ECHO), Abteilungen der Vereinten Nationen und einzelnen europäischen Regierungen finanziert wurde. Einer der Kritikpunkte war dabei die mangelnde Transparenz, bei der Geber teils ihr Engagement bei der Norwegischen Flüchtlingshilfe zu verschleiern versuchten. Der Organisation selbst wurde auf Basis der ausgewählten lokalen Kooperationspartner und der Fallzahlen vorgeworfen, mit ihren Geberländern nicht neutral, sondern als Akteure im Arabisch-Israelischen Konflikt aufzutreten.
Im Juni 2020 bezichtigte Generalsekretär Jan Egeland die reichen Länder des strukturellen Rassismus. So ließe sich erklären, warum sich die Welt seiner Ansicht nach zu wenig für Subsahara-Afrika interessiere und sich 9 der 10 am meisten vernachlässigten Krisen dort befänden.
Die Flüchtlingshilfe veröffentlicht jährlich eine Liste der zehn am meisten vernachlässigten Flüchtlingskrisen der Welt. Sie wird anhand dreier Kriterien erstellt:
- mangelnder politischer Wille zur Veränderung auf lokaler und internationaler Ebene,
- mangelndes Interesse der Medien an der Situation,
- mangelnde internationale Unterstützung.

## Tätigkeit in Deutschland und Österreich
Die deutsche Leitung – mit Sitz zunächst in Freiburg im Breisgau, ab 1949 in Hamburg und in München – wurde dem späteren norwegischen UN-Flüchtlingshochkommissar Arne Torgersen (1910–1987) übertragen. Zu den Aufgaben der Hilfsorganisation in Deutschland gehörte in erster Linie die materielle und infrastrukturelle Versorgung notleidender, unterernährter und kranker Flüchtlings- und Vertriebenenkinder in Deutschland und Österreich. Zu diesen Aufgaben gehörte deshalb neben der Lebensmittelbeschaffung auch der Bau von Kinder- und Jugenderholungsheimen wie der Heiligenhof in Bad Kissingen. Zu ihrer Unterstützung zählten auch die finanzielle Hilfe im Wohnungsbau für Flüchtlinge und Vertriebene, unter anderem in Essen-Gerschede, sowie der Aufbau von Ausbildungsstätten oder der Hochschule für Gestaltung Ulm.
Nachdem sich die Lebensumstände in Deutschland und Österreich gebessert hatten, wurde die Hilfstätigkeit dort 1953 wieder eingestellt.